# Peter Motzfeldt

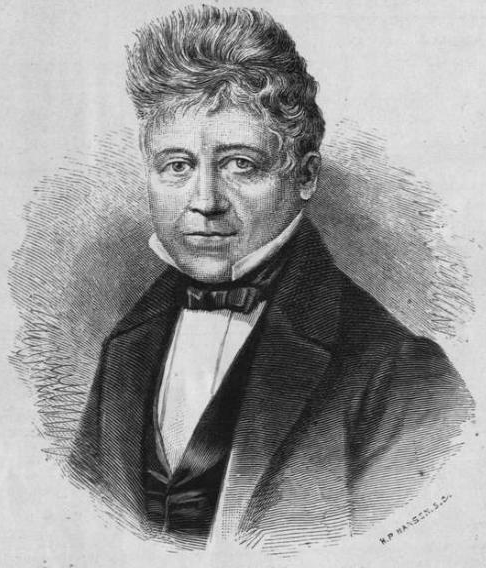
Peter Motzfeldt

Peter Motzfeldt (* 3. August 1777 in Orkdal; † 1. April 1854) war ein norwegischer Politiker und Staatsrat. Er war Vertreter des Artillerie-Corps während der Reichsversammlung vom 17. Mai 1814 in Eidsvoll und war der zweite Verteidigungsminister Norwegens.

## Leben
Seine Eltern waren Infanterikaptein Ulrik Anton Motzfeldt (1738–1783) und dessen Ehefrau Birgitte Andrea Bull (1738–1815). Am 24. September 1804 heiratete er Erneste Birgitte Margrethe Stenersen (19. Juni 1789–13. Januar 1848), Tochter des Byfogdes Bent Christian Stenersen (1748–1828) und seiner Frau Margrete Birgitte Aarøe (1768–1826).
Da sein Vater früh verstorben war, wurde er bei seinem Onkel Major Jacob Motzfeldt in Skaun aufgezogen. Mit 15 Jahren kam er an die Artillerie-Akademie in Kopenhagen. 1796 wurde er Unterleutnant und kam nach Fredrikstad. 1802 wurde er als Leutnant in der dänisch-norwegischen Kolonie St. Thomas stationiert. Die Insel wurde 1807 von den Briten besetzt und Motzfeldt, der inzwischen zum Captain aufgestiegen war, als Kriegsgefangener nach Reading verbracht. Danach wurde er Artilleriechef in Bergen. Dort wurde er Mitglied des Intellektuellenclubs „Quodlibet“, zu dem auch Wilhelm Frimann Koren Christie, Jonas Rein, beide später Abgeordnete in der Reichsversammlung in Eidsvoll, und der Dichter-Pfarrer Lyder Sagen gehörten, und tat sich besonders mit seinen humorvollen Beiträgen hervor.
Zusammen mit Freunden von „Quodlibet“ wurde Motzfeldt für Bergen in die Reichsversammlung von Eidsvoll delegiert, wo er eine besondere Rolle als Leiter der Selbständigkeitspartei spielte. Er lehnte jegliche Annäherung an Schweden als „Erz-Erbfeind“ ab, aber hatte gleichwohl ein gutes Verhältnis zu seinen Hauptgegnern Graf Wedel und Jacob Aall. Als Mitglied des Konstitutionsausschusses war er ein Wächter über die Rechte des Volkes und trug auch mit seiner Kenntnis der britischen Verfassung zu der Ausgestaltung der Verfassung bei. Mit zwei Stimmen unterlag er mit seinem Plan, Odelsting und Lagting als ein Zweikammersystem zu gestalten. In der letzten Woche war er Vizepräsident der Reichsversammlung, und er war am 17. Mai 1814 einer der drei Unterzeichner des Grundgesetzbeschlusses. Nach Bergen zurückgekehrt musste er feststellen, dass dort die Entwicklung der Dinge noch nicht bekannt war. Die Bevölkerung glaubte unter den Aufrufen des Bischofs Johan Nordahl Brun, den Prinzen Christian Frederik als König von Norwegen halten zu können und hatte, als sie die Wahrheit erfuhr, kein Verständnis für den Frieden von Moss, der den norwegisch-schwedischen Krieg beendet hatte. Motzfeldt wurde dann in das außerordentliche Storting Oktober 1814 gewählt, und ihm war sofort klar, dass die Union mit Schweden nicht zu verhindern war. Aber er setzte durch, dass die Wahl des schwedischen Königs zum norwegischen König bis zum Ende der Unionsverhandlungen verschoben werde, und er wurde Mitglied der Verhandlungsdelegation. Ihm glückte es, dass das Grundgesetz weitestgehend unverändert blieb. Gleichwohl musste er gemäß dem imperativen Mandat von Bergen gegen die Union stimmen.
Als der König auf Vorschlag Graf Wedels die neue Regierung einsetzte, wurde Motzfeld zum Staatsrat ernannt und zunächst zusammen mit seinem Kollegen Christian Krohg in die Staatsratsabteilung in Stockholm berufen. Danach war er für 11 Monate freigestellt, um den Zollhaushalt in Bergen zu reorganisieren, möglicherweise aber in Wirklichkeit aus Gesundheitsgründen. Danach wurde er am 4. Mai 1816 Chef des Armeedepartementes. In dieser Eigenschaft hatte er das Gesetz zur Verkleinerung der Streitkräfte von 1816 durchzuführen, was wegen der Entlassung von Soldaten und Offizieren zu innenpolitischen Spannungen führte. Gegen innenpolitischen Widerstand ließ er aus finanziellen und unionspolitischen Gründen die Festungswerke an der schwedischen Grenze niederlegen. Andererseits gelang ihm 1817, eine neue Heeresordnung gegen den Widerstand des Königs durchzusetzen. Er pflegte ein gutes Verhältnis zum schwedischen Statthalter Graf Carl Carlsson Mørner. Er kümmerte sich auch um den Binnenhandel zwischen den beiden Unionsstaaten. 1818 bis 1819 war er abermals Mitglied der Staatsratsabteilung in Stockholm. Als  1822 der Rechnungshof gegründet wurde, wurde er dessen Chef und legte den Grundstein für das Rechnungswesen für die Folgezeit. Das wichtigste war aber sein entschlossener Widerstand gegen alles, was eine schwedische Einmischung in innernorwegische Angelegenheiten sein konnte. Er bewunderte Graf Wedel sehr und empfand dessen Abschied 1822 als großen Verlust.
Motzfeldt blieb bis 1837 in der Regierung. Aber sein Verhältnis zum König wurde so gespannt, dass dieser den Sohn Motzfeldts Ulrik Anton bei der Besetzung des juristischen Lehrstuhls in Universität Christiania überging. Daraufhin nahm er seinen Abschied. 1840 war er der Leiter der norwegischen Delegation im ersten Unionsausschuss. Diesen verließ er aber bald, teils aus Gesundheitsgründen, teils, weil er an einem tragbaren Ergebnis zweifelte. Danach nahm er an der Politik nicht mehr teil. Aber seine Nachkommen wurden ebenfalls in der norwegischen Politik des 19. Jahrhunderts in seinem Sinne einflussreich.
Er erhielt den Serafimerorden, Schwedens höchste Auszeichnung.